# Lindsaea bakeri
Lindsaea bakeri là một loài thực vật có mạch trong họ Dennstaedtiaceae. Loài này được (C. Chr.) C. Chr. miêu tả khoa học đầu tiên năm 1934.